# Peakelestes hirsutus
Peakelestes hirsutus là một loài tò vò trong họ Ichneumonidae.